# Liste des évêques d'Anvers
Le diocèse d'Anvers fut érigé en 1559, lors de la réorganisation des structures ecclésiastiques dans les Pays-Bas espagnols. Philippe Nigri avait été nommé premier évêque du diocèse d'Anvers en 1559. Il est mort en 1563 avant d'avoir été sacré. Supprimé en 1801, par suite du concordat entre Pie VII et Napoléon, le diocèse fut rétabli en 1961.

## Liste des évêques d’Anvers

### Évêques de l'Ancien Régime
- 1569 - 1576 : François van de Velde dit Sonnius
- 1576 - 1586 : siège vacant (les Calvinistes sont maîtres de la ville)
- 1586 - 1595 : Laevinus Torrentius (Liévin van der Beken)
- 1597 - 1601 : Guillaume de Berghes, transféré comme archevêque à Malines.
- 1603 - 1611 : Jean Miraeus (Le Mire)
- 1611 - 1633 : Jean van Malderen dit Malderus
- 1634 - 1651 : Gaspard Van den Bosch dit Nemius (Gaspard du Bois), transféré comme archevêque à Cambrai
- 1652 - 1676 : Marius ou Ambroise Capello
- 1677 - 1678 : Aubert van den Eede
- 1679 - 1699 : Jean-Ferdinand de Beughem
- 1700 - 1706 : Réginald Cools
- 1707 - 1727 : Pierre-Joseph de Francken-Sierstoff
- 1727 - 1742 : Charles d'Espinoza
- 1742 - 1744 : Guillaume-Philippe de Herzelles
- 1749 - 1758 : Joseph-Anselme-François Werbrouck
- 1749 - 1758 : Dominique Gentis
- 1758 - 1775 : Henri-Gabriel van Gameren
- 1766 - 1784 : Jacques Wellens
- 1785 - 1798 : Corneille-François de Nélis
- 1801: suppression du diocèse

### Après rétablissement du diocèse
- 1961: rétablissement du diocèse
- 1962 - 1977 : Jules-Victor Daem
- 1977 - 1980 : Godfried Danneels
- 1980 - 2008 : Paul Van den Berghe
- 2009 - : Johan Bonny